# Comprensorio Medio Basento Futsal Team 2021-2022
La voce raccoglie i dati riguardanti il Comprensorio Medio Basento, squadra di calcio a 5 militante in serie A, nelle competizioni ufficiali della stagione sportiva 2021-2022.

## Trasferimenti

### Sessione estiva
| Lucas da Silva Braga | 360GG Cagliari |
| Josete               | Mouvaux-Lille  |
| Santiago Basile      | S10 Saragozza  |
| Oitomeia             | Jaraguá        |
| Damián Stazzone      | San Lorenzo    |
| Salvatore Di Pietro  | New Taranto    |

| Well Pereira           | Manfredonia  |
| Isi Garrido            | Ciampino     |
| Wilde Gomes da Silva   | Ciampino     |
| Pierluigi Galliani     | CAME Treviso |
| Ramon Bueno Ardite     | Sandro Abate |
| Dejan Bizjak           | Sandro Abate |
| Dovenir Domingues Neto | Praia Clube  |

### Sessione invernale
| Matías Edelstein    | Hebraica  |
| Gianluca Parisi     | Polistena |
| Abdessamad Mohammed | ACCS      |

| Salvatore Di Pietro | Sammichele     |
| Fernando Leitão     | Sala Consilina |

## Prima squadra
| N° | Naz.                            | Ruolo | Sportivo             | Anno       |  |  |
| -- | ------------------------------- | ----- | -------------------- | ---------- |  |  |
| 1  | Brasile (bandiera)              | POR   | Miguel Weber         | 29.06.1983 |  |  |
| 3  | Spagna (bandiera)               | DIF   | Josete               | 16.11.1993 |  |  |
| 5  | Argentina (bandiera)            | DIF   | Damián Stazzone      | 31.01.1986 |  |  |
| 6  | Italia (bandiera)               | LAT   | Giovanni Pulvirenti  | 19.02.1996 |  |  |
| 8  | Argentina (bandiera)            | DIF   | Santiago Basile      | 25.07.1988 |  |  |
| 10 | Argentina (bandiera)            | LAT   | Andrés Santos        | 07.12.1988 |  |  |
| 11 | Italia (bandiera)               | DIF   | Marco Perrucci       | 12.07.2000 |  |  |
| 12 | Italia (bandiera)               | POR   | Salvatore Strippoli  | 01.02.2001 |  |  |
| 13 | Brasile (bandiera)              | PIV   | Lucas da Silva Braga | 12.09.1995 |  |  |
| 15 | Bosnia ed Erzegovina (bandiera) | PIV   | Mirko Hrkač          | 07.07.1991 |  |  |
| 16 | Argentina (bandiera)            | LAT   | Matías Edelstein     | 18.06.1992 |  |  |
| 17 | Italia (bandiera)               | LAT   | Nicola Arvonio       | 27.12.1996 |  |  |
| 19 | Italia (bandiera)               | LAT   | Paolo Cesaroni       | 10.04.1991 |  |  |
| 21 | Italia (bandiera)               | POR   | Giovanni Paolicelli  | 04.03.1999 |  |  |
| 23 | Italia (bandiera)               | POR   | Eugenio Nucera       | 04.08.1993 |  |  |
| 25 | Italia (bandiera)               | POR   | Gianluca Parisi      | 11.06.1996 |  |  |
| 86 | Brasile (bandiera)              | LAT   | Oitomeia             | 02.09.1986 |  |  |
| 94 | Francia (bandiera)              | PIV   | Abdessamad Mohammed  | 10.12.1990 |  |  |
|    | Italia (bandiera)               | PIV   | Salvatore Di Pietro  | 19.02.1999 |  |  |
|    | Portogallo (bandiera)           | PIV   | Fernando Leitão      | 03.01.1981 |  |  |

## Under-19
| N° | Naz.              | Ruolo | Sportivo          | Anno       |  |  |
| -- | ----------------- | ----- | ----------------- | ---------- |  |  |
| 7  | Italia (bandiera) | LAT   | Mattia Pastorello | 11.04.2004 |  |  |
| 22 | Italia (bandiera) | LAT   | Simone Fatiguso   | 24.11.2003 |  |  |
| 24 | Italia (bandiera) | LAT   | Giacomo Romagnoli | 06.10.2003 |  |  |
| 31 | Italia (bandiera) | LAT   | Carlo Stigliano   | 25.08.2003 |  |  |

## Risultati

### Serie A
|  | Pos. | Squadra | Pt | G  | V  | N | P  | GF | GS | DR |
|  | ---- | ------- | -- | -- | -- | - | -- | -- | -- | -- |
|  | 10.  | C.M.B.  | 41 | 30 | 11 | 8 | 11 | 92 | 90 | +2 |

### Coppa Italia
Quarto di finale
| Arbitri: | Giovanni Beneduce (Nola) Simone Pisani (Aprilia) Daniel Borgo (Schio) |
| Crono:   | Salvatore Minichini (Ercolano)                                        |

|                                                        |           |                                       |
| Basile 0'10'’, 1'06'’ Pulvirenti 0'33'’ Santos 22'16'’ | Marcatori | 19'33'’, 24'42'’ Coco 36'30'’ Morgado |

Semifinale
| Arbitri: | Giovanni Zannola (Ostia Lido) Michele Ronca (Rovigo) Alessandro Ribaudo (Roma 2) |
| Crono:   | Massimo Tariciotti (Ciampino)                                                    |

|  |           |                              |
|  | Marcatori | 22'13'’ Bolo 38'43'’ Taborda |